# Буниат Себастаци
Буниа́т Себастаци́ (арм. Բունիաթ Սեբաստացի) — армянский учёный, врачеватель XVII века.

## Биография
Родился в конце XVI века в городе Себастия. Жил и работал в основном в Самсунe. В 1626 году в Марзване составил редакцию «Пользы медицины» Амирдовлата Амасиаци, дополнив авторскими комментариями. Труды Амирдовлата оказали сильнейшее влияние на развитие его научных взглядов. В 1630 году в Самсуне написал свой труд «Книга о медицине» (арм. «Գիրք բժշկութեան տոմարի»), состоящей из 50 глав. В труде описываются методы диагностики и лечения самых различных болезней (заболевания желудка, кишечника, печени, почек, глаз, уха, носа, половых органов, деменция, паралич, лихорадка, опухолевые заболевания), иногда рекомендуется хирургическое вмешательство. Для составления труда Буниатом были использованы как армянские (Мхитар Гераци, Амирдовлат Амасиаци, Григорис), так и греческие и арабские источники. Несколько глав посвящены фармакологии. В 1632 году в Самсуне составил редакцию других трудов Амирдовлата — «Ненужное для неучей» и «Ахрабадин».

Как и Амирдовлат Амасиаци, Буниат придавал огромное значение душевному усовершенствованию врача, говорил о важности идеального баланса между душой и телом, отмечая, что «кто не здоров физически, не может служить Богу». Считал, что нет лучшего предмета для обучения, чем медицина, поскольку работа врача связана со здоровьем «величайшего творения Господа — человека».
Рукописи
- Матенадаран, рукопись № 10203 («Книга о медицине»)
- Матенадаран, рукопись № 414 (собрание редакций трудов Амирдовлата Амасиаци, оригинал)
- Институт рукописей НАН Грузии, рукопись № 52 («Книга о медицине»)
- Библиотека Венских Мхитаристов, рукопись № 830 («Книга о медицине»)
- Библиотека Венецианских Мхитаристов, рукопись № 1285 («Книга о медицине»)

Издания
- Буниат Себастаци. «Книга о медицине» = «Գիրք բժշկութեան» / Сост. Д. М. Карапетян. — Ереван: изд-во АН АрмССР, 1987. — 192 с. — 5000 экз.